# La Goualante du pauvre Jean
La Goualante du Pauvre Jean est une chanson française sur une musique de Marguerite Monnot et des paroles de René Rouzaud.
Édith Piaf enregistre cette chanson le 16 février 1954 avec l'orchestre de Robert Chauvigny et rencontre très rapidement un vif succès. Elle l'enregistre notamment en live durant l'émission La Joie de vivre le 3 avril 1954. Philippe Clay rencontre aussi un franc succès en reprenant la chanson la même année en studio.
La même année, la chanson est traduite  par l'auteur-compositeur américain Jack Lawrence. Le titre anglais, The Poor People of Paris, s'explique en partie par une mauvaise interprétation du titre français, puisque « pauvre Jean » peut être confondu avec l'expression « pauvres gens », qui se traduit par « Poor People, ».
La chanson est aussi traduite en Italien par Ines Taddio, en allemand sous le titre Die Feine Leute von Paris par le chanteur Lou Van Burg et en espagnol sous le titre La Canción Del Pobre Juan par Augusto Algueró. En Amérique latine, on sait version espagnole des Billo's Caracas Boys.

## Reprises
La chanson est reprise par différents artistes :
- Yves Montand[9]
- Catherine Ribeiro
- Les Baxter [10]
- Philippe Clay
- Mireille Mathieu
- Dean Martin
- Bing Crosby
- Billy May
- Lenny Dee
- Patachou[11]